# Hombres de honor
Hombres de honor é uma telenovela argentina produzida pela Pol-ka Producciones e exibida pelo Canal 13 entre 30 de março de 2005 e 28 de dezembro de 2005.

## Elenco
- Gabriel Corrado como Luca Onoratto.
- Laura Novoa como María Grazia Patter Nostra.
- Leonor Benedetto como Alberta Natale de Onoratto.
- Arturo Puig como Don Lorenzo Onoratto.
- Gerardo Romano como Carlo Andrea Patter Nostra y Romulo Patter Nosta.
- Juan Gil Navarro como Rocco Onoratto/Patter Nostra.
- Virginia Innocenti como Mónica Catalano.
- Agustina Cherri como Ángela Capello/Patter Nostra.
- Antonio Grimau como Comisario Mario Brusca.
- Selva Alemán como Carmela Catalano.
- Carina Zampini como Eva Hoffman.
- Carlos Portaluppi como Pío Molinaro.
- Alejandro Awada como Renato Santamaría.
- Roberto Vallejos como Silvio Urzi.
- Carlos Kaspar como Dino Onoratto.
- David Masajnik como Bruno Anselmo.
- Fabiana García Lago como Amelia Bongiorno.
- Andrea Galante como Bella Brusca/La Loba.
- Lucas Ferraro como Danilo Onoratto.
- Marina Glezer como Beatrice Rossinni.
- Valeria Lorca como Andrea.
- Sergio Surraco como Ciro Patter Nostra.
- Elena Roger como Gabriela Onoratto.
- Jorge Nolasco como Nelo.
- Humberto Serrano (†) como Ricardo Capello.
- Elvira Vicario como Stella Capello.
- Beatriz Thibaudin (†) como Anunciata Patter Nostra "La Nona".
- Magela Zanotta como Franca.
- Sandra Guida como Sasha "La Madama".
- Marcelo Mazzarello como Esteban.
- Alberto de Mendoza (†) como Don Nino Calvi.
- César Bordón como Barresi.
- Milton de la Canal como Renzo.
- Manuel Vicente como Juez Sampietri.
- Rodolfo Bebán
- Miguel Habud como Sandro Di Caprio.
- Chang Sung Kim como Chan Lee.
- Gianni Fiore como Salucho.
- Helena Jios como Doctora.
- Miguel Dedovich (†) como Rodolfo Cantapietra.

## Prêmios e indicações
| Ano  | Prêmio               | Categoria             | Indicação           | Resultado |
| ---- | -------------------- | --------------------- | ------------------- | --------- |
| 2005 | Prêmio Martín Fierro | Melhor telenovela     | Hombres de honor    | Indicado  |
| 2005 | Prêmio Martín Fierro | Ator protagonista     | Antonio Grimau      | Indicado  |
| 2005 | Prêmio Martín Fierro | Ator protagonista     | Juan Gil Navarro    | Indicado  |
| 2005 | Prêmio Martín Fierro | Atriz protagonista    | Carina Zampini      | Indicado  |
| 2005 | Prêmio Martín Fierro | Atriz protagonista    | Selva Alemán        | Indicado  |
| 2005 | Prêmio Martín Fierro | Atriz protagonista    | Virginia Innocenti  | Indicado  |
| 2005 | Prêmio Martín Fierro | Ator coadjuvante      | Alejandro Awada     | Venceu    |
| 2005 | Prêmio Martín Fierro | Atriz coadjuvante     | Fabiana García Lago | Indicado  |
| 2005 | Prêmio Martín Fierro | Revelação artística   | Elena Roger         | Indicado  |
| 2005 | Prêmio Martín Fierro | Participação especial | Alberto de Mendoza  | Indicado  |